# Joanna Żubr
Joanna Żubr (ur. 24 maja 1772 lub 1782 w Berdyczowie, zm. 9 lipca 1852 w Wieluniu) – sierżant Armii Księstwa Warszawskiego, uczestniczka wojen napoleońskich, pierwsza kobieta odznaczona krzyżem Virtuti Militari, pierwsza kobieta – sierżant w wojsku polskim.

## Życiorys
Po powstaniu Księstwa Warszawskiego, w roku 1808 Joanna Żubr wraz ze swoim mężem Maciejem Żubrem, przyjechała ze wschodniej Galicji, będącej pod zaborem austriackim. On wstąpił do wojska. Wkrótce potem ona także wstąpiła do 2 Pułku Piechoty (4 kompania, 2 batalion) jako strzelec, ukrywając swoją płeć przed kolegami i dowództwem, nosząc męski mundur.
Brała udział w kampanii galicyjskiej przeciw Austrii. Za swe męstwo w czasie walki o Zamość 19 maja 1809 roku, podczas której przedostała się na czele grupy żołnierzy przez sekretną furtę w okolicach Bramy Lwowskiej i wdarła się na mury zdobywając armatę, została wytypowana do odznaczenia Orderem Virtuti Militari. Ostatecznie, ze względu na płeć, odmówiono przyznania jej orderu; w zastępstwie zaproponowano nagrodę pieniężną, którą Żubrowa uznała za dyshonor i odrzuciła.
Po tej kampanii przeszła do 17 Pułku Piechoty w dywizji Dąbrowskiego. Jej mąż był podchorążym w tej samej jednostce. Była pierwszą kobietą w wojsku polskim, która dostała promocję do stopnia sierżanta. Jednostka, przemianowana na Dywizję Wielkopolską, brała udział w kampanii rosyjskiej 1812.
W 1812, za zasługi podczas potyczki pod Bychową nad Dniestrem, została udekorowana przez gen. Edwarda Żółtowskiego (na wniosek gen. Dziewanowskiego) Krzyżem Srebrnym V Klasy Orderu Virtuti Militari, choć według statutu należał się jej Krzyż Złoty Klasy IV. Była jedną z pierwszych kobiet na świecie, która otrzymała order za bohaterstwo w walce oraz pierwszą Polką, która otrzymała to najwyższe odznaczenie bojowe.
W czasie odwrotu Napoleona spod Moskwy została oddzielona od swojej jednostki, ale udało jej się zbiec z Rosji na własną rękę. W lecie 1813, po utracie Krakowa przez Józefa Poniatowskiego, dołączyła do polskich oddziałów w Saksonii, gdzie służyła aż do traktatu pokojowego w Fontainebleau, który zakończył wojnę. Brała udział w siedemnastu bitwach i oblężeniach.
Razem z mężem wróciła do Polski i zamieszkali w Wieluniu. W 1828 roku napisała wspomnienia pod tytułem: Pamiętnik życia Joanny Żubr, dymissyonowaney w randze podporucznika woysk polskich i ozdobioney krzyżem „pro virtute militari”. Zmarła tam w 1852 w wieku około 70 lat (lub 80 – według informacji na nagrobku) podczas epidemii cholery.

## W literaturze
Joanna Żubr została uwieczniona w powieściach Wacława Gąsiorowskiego Huragan i Szwoleżerowie gwardii.
Jest również bohaterką książki Jarosława Petrowicza Despekty za życia, despekty po śmierci . Utwór został nagrodzony Wawrzynem Pawła Konrada za 2024 r.

## Upamiętnienie
W Wieluniu jest ulica Joanny Żubr.